# 奧丁領域
《奧丁領域》是由Vanillaware所開發的2D橫向卷軸動作角色扮演遊戲，在2007年5月於日本和北美由Atlus發售，2008年于欧洲由史克威尔艾尼克斯发售。在时隔7年之后，Vanillaware宣布将在PlayStation 4、PlayStation 3和PlayStation Vita上推出本作的HD重製版：《奧丁領域：里普特拉西爾》並重繪遊戲主視覺封面，於2016年1月14日正式發布，並在2016年4月28日推出正體中文版，首發特典是紙袋和重新排版的畫冊。

## 概要
遊戲是開發《公主皇冠》和《朧村正》的神谷盛治為首的Vanillaware團隊擔當製作，作曲是由經手《皇家騎士團》系列作品的崎元仁負責。遊戲主要視覺設計是手繪的幻想繪本風格，引用理察·華格納創作的歌劇《尼伯龍根的指環》為基礎，而遊戲角色們和世界觀部份參考自《北歐神話》和《魔戒》。遊戲劇情主題是「戰爭中受命運翻弄的人們和描述世界終焉的敘事詩」，在過場劇情皆以舞台劇方式演出，各主要角色的故事時間軸都有部份重複，可在遊戲系統中重複檢閱觀賞，解明劇情提及的預言，進入不同結局。

故事劇情環繞在預言的「五大災厄」將會毀滅世界之下展開，5位主人公們的故事相互紡織交錯，在第6個故事開始災厄一一引發，遊戲中必須選擇一位主人公挑戰。面對不同災厄，主人公們各自會有普通或特殊結局，接著進入錯誤結局、普通結局，正確解開「預言」的提示會觸發完美結局、以及補充在完美結局之後的祝福結局。

### 奧丁領域：里普特拉西爾
2015年7月20日niconico直播上「奧丁領域：里普特拉西爾」以「Atlus x Vanillaware正式新HD企劃」的標題名義發表。里普特拉西爾（英語：Leifthrasir）的意思是「承續生命者」，源自古諾爾斯語的「Lifthrasir」。

除了HD化使得遊戲畫面更細緻，集結自PS2版玩家們的意見，還有參考後續作品《朧村正》和《魔龍寶冠》的開發經驗，大幅修改遊戲機制，戰鬥時的打擊效果更加流暢，新增中Boss、地圖、角色動作，也追加新BGM。在PS2版原本遊戲分類是「角色扮演遊戲」，更改為「2D動作角色扮演遊戲」。原PS2版以「Classic mode」模式收錄，可與新版本的「Refine mode」模式互相切換。原本在PS2時期當作首發特典的畫冊也收錄進遊戲裡。

在2016年1月8日時於PlayStation Store上發布PS4、PS3、PS Vita免費試玩版。試玩版只能體驗5人的攻擊方式和10張地圖構成的戰鬥環境，以及一個Boss，其他如料理系統未開放。同年4月15日開放中文試玩版。

## 人物角色
關德琳（グウェンドリン）（聲優：川澄綾子）
故事「女武神」的主角，第一個進行、但時間軸最晚結束的故事。
柯涅利烏斯（コルネリウス）（聲優：浪川大輔）
故事「詛咒王子歷險記」的主角，是泰坦尼亞國的王子。
梅爾瑟蒂斯（メルセデス）（聲優：能登麻美子）
故事「妖精國度的故事」的主角。
奧茲華德（オズワルド）（聲優：千葉進步）
故事「死亡與黑暗之劍」的主角。
薇爾貝特（ベルベット）（聲優：澤城美雪）
故事「與命運同在」的主角，最後一個故事、時間軸是最早開始。

## 漫畫

### 追擊！奧丁領域：里普特拉西爾
漫畫家押切蓮介畫的宣傳漫畫，講述停職時受邀到Vanillaware公司試玩遊戲的經歷。

### 奧丁領域：里普特拉西爾 小小的妖精女王
在《月刊少年天狼星》2016年7月號開始連載、以梅爾瑟蒂斯為主角的漫畫。